# Robert A. Howie
Robert Andrew Howie (* 4. Juni 1923 in Buckinghamshire; † 10. März 2012 in Bonsall, Derbyshire) war ein britischer Petrologe und Mineraloge.

## Leben
Robert Andrew Howie nahm 1941 an einem sechsmonatigen Kurs der RAF-Universität teil. Er wurde dem Kurs für Meteorologie in Edinburgh zugeordnet. Er beendete seinen Dienst für die RAF aufgrund einer Poliomyelitiserkrankung während eines Aufenthalts in Gibraltar.
Howie studierte anschließend am Trinity College Chemie, Geologie und Mineralogie und machte 1950 seinen Abschluss. Er promovierte 1952 über Charnockite aus Indien. Danach lehrte Howie an der University of Manchester, nach 1962 dann am King’s College London. Ab 1972 war er dort Professor für Mineralogie. 1985 wurde er Professor für Geologie an der Royal Holloway, University of London. Zusammen mit William Alexander Deer und Jack Zussman verfasste er das Werk Rock-Forming Minerals, das in der ersten Auflage fünf und in der zweiten Auflage elf Bände umfasste. Außerdem war er Chefredakteur der Mineralogical Abstracts und von 1978 bis 1980 Präsident der Mineralogical Society of Great Britain and Ireland.
Das Mineral Howieit (IMA 1964-017) wurde nach ihm benannt. 1974 erhielt er die Ehrendoktorwürde der University of Cambridge. Von der Geological Society of London wurde er 1976 mit der Murchison-Medaille geehrt, die Mineralogical Society of America verlieh ihm 1999 den Public Service Award.

## Publikationen
- William Alexander Deer, Robert Andrew Howie, Robert Andrew, Jack Zussman: An Introduction to the Rock-Forming Minerals. 1. Auflage. Wiley, New York 1966 (englisch).
- William Alexander Deer, Robert Andrew Howie, Jack Zussman: Rock-Forming Minerals. Orthosilicates. Volume 1A. 2. Auflage. Longman, London 1997, ISBN 0-582-46526-5 (englisch).
- William Alexander Deer, Robert Andrew Howie, Jack Zussman: Rock-Forming Minerals. Disilicates and Ring Silicates. Volume 1B. 2. Auflage. Longman Scientific & Technical, Harlow 1986, ISBN 0-582-46521-4 (englisch).
- William Alexander Deer, Robert Andrew Howie, Jack Zussman: Rock-Forming Minerals. Single-chain silicates. Volume 2A. 2. Auflage. Longman, London 1978, ISBN 0-582-46522-2 (englisch).
- William Alexander Deer, Robert Andrew Howie, Jack Zussman: Rock-Forming Minerals. Double-chain silicates. Volume 2B. 2. Auflage. The Geological Society, London 1978, ISBN 1-897799-77-2 (englisch).
- William Alexander Deer, Robert Andrew Howie, Jack Zussman: Rock-Forming Minerals. Sheet silicates: Micas. Volume 3A. 2. Auflage. The Geological Society, London 1982, ISBN 1-86239-142-4 (englisch).
- William Alexander Deer, Robert Andrew Howie, Jack Zussman: Rock-Forming Minerals. Layered silicates excluding micas and clay minerals. Volume 3B. 2. Auflage. The Geological Society, London 2009, ISBN 978-1-86239-259-5 (englisch).
- M. J. Wilson: Rock-Forming Minerals. Sheet silicates: clay minerals. Volume 3C. 2. Auflage. The Geological Society, London 2013, ISBN 978-1-86239-359-2 (englisch).
- William Alexander Deer, Robert Andrew Howie, Jack Zussman: Rock-Forming Minerals. Framework Silicates: Feldspars. Volume 4A. 2. Auflage. The Geological Society, London 1978 (englisch).
- William Alexander Deer, Robert Andrew Howie, Joseph Zussman, L L Y Chang, W S Wise: Rock-Forming Minerals. Framework silicates: silica minerals, feldspathoids and zeolites. Volume 4B. 2. Auflage. The Geological Society, London 2004, ISBN 1-86239-144-0 (englisch).
- J. F. W. Bowles, R. A. Howie, D. J. Vaughan, J. Zussman: Rock-Forming Minerals. Non-silicates: oxides, hydroxides and sulphides. Volume 5A. 2. Auflage. The Geological Society, London 2011, ISBN 978-1-86239-315-8 (englisch).
- L. L. Y. Chang, Robert Andrew Howie, Jack Zussman: Rock-Forming Minerals. Non-silicates: sulphates, carbonates, phosphates, halides. Volume 5B. 2. Auflage. Longman, Harlow, Essex 1996, ISBN 0-582-30093-2 (englisch).